# Mission (Texas)
Mission ist eine Stadt im Hidalgo County im US-Bundesstaat Texas. Das U.S. Census Bureau hat bei der Volkszählung 2020 eine Einwohnerzahl von 85.778 ermittelt.

## Geographie
Die Stadt liegt am U.S. Highway 83 und dem Highway 107 im Südwesten von Texas, ist im Süden sieben Kilometer vom Rio Grande und der Grenze zu Mexiko, im Osten rund 110 Kilometer vom Golf von Mexiko entfernt und hat eine Gesamtfläche von 62,5 km².

## Demografische Daten
Nach der Volkszählung im Jahr 2000 lebten hier 45.408 Menschen in 13.766 Haushalten und 11.384 Familien. Die Bevölkerungsdichte betrug 726,6 Einwohner pro km². Ethnisch betrachtet setzte sich die Bevölkerung zusammen aus 77,63 % weißer Bevölkerung, 0,37 % Afroamerikanern, 0,38 % amerikanischen Ureinwohnern, 0,63 % Asiaten, 0,01 % Bewohnern aus dem pazifischen Inselraum und 18,64 % aus anderen ethnischen Gruppen. Etwa 2,34 % waren gemischter Abstammung und 81,03 % der Bevölkerung waren spanischer oder lateinamerikanischer Abstammung.
Von den 13.766 Haushalten hatten 43,4 % Kinder unter 18 Jahre, die im Haushalt lebten. 64,8 % davon waren verheiratete, zusammenlebende Paare. 14,5 % waren allein erziehende Mütter und 17,3 % waren keine Familien. 15,3 % aller Haushalte waren Singlehaushalte und in 9,1 % lebten Menschen, die 65 Jahre oder älter waren. Die Durchschnittshaushaltsgröße betrug 3,29 und die durchschnittliche Größe einer Familie belief sich auf 3,68 Personen.
32,1 % der Bevölkerung waren unter 18 Jahre alt, 9,8 % von 18 bis 24, 26,8 % von 25 bis 44, 17,1 % von 45 bis 64, und 14,2 % die 65 Jahre oder älter waren. Das Durchschnittsalter war 30 Jahre. Auf 100 weibliche Personen aller Altersgruppen kamen 91,1 männliche Personen. Auf 100 Frauen im Alter von 18 Jahren und darüber kamen 85,3 Männer.

Das jährliche Durchschnittseinkommen eines Haushalts betrug 30.647 USD, das Durchschnittseinkommen einer Familie 33.465 USD. Männer hatten ein Durchschnittseinkommen von 25.710 USD gegenüber den Frauen mit 20.718 USD. Das Prokopfeinkommen betrug 12.796 USD. 26,8 % der Bevölkerung und 22,6 % der Familien lebten unterhalb der Armutsgrenze. Davon waren 37,4 % Kinder und Jugendliche unter 18 Jahren und 15,6 % waren 65 oder älter.

## Söhne und Töchter der Stadt
- Lloyd Bentsen (1921–2006), Politiker, Finanzminister und Vizepräsidentschaftskandidat der Demokratischen Partei
- Tom Landry (1924–2000), American-Football-Spieler und -Trainer
- Trinidad Silva (1950–1988), Schauspieler
- Merced Solis (* 1953), als Tito Santana ehemaliger Wrestler
- Nora Monie (* 1997), kamerunische Diskuswerferin